# Nowy Cieszyn
Nowy Cieszyn – wieś w Polsce położona w województwie warmińsko-mazurskim, w powiecie elbląskim, w gminie Pasłęk.
W latach 1975–1998 miejscowość administracyjnie należała do województwa elbląskiego.
Do 1945 r. Neu Teschen.